# ヤラ (スループ)
| ヤラ     | |
| 艦歴     | |
| 発注     | コカトー島造船所 |
| 起工     | 1934年5月 |
| 進水     | 1935年3月28日 |
| 就役     | 1936年1月。 |
| 除籍     | |
| その後   | 1942年3月4日に大日本帝国海軍により撃沈。                                                                                                |
| 性能諸元 | |
| 排水量   | 常備：1,055トン 満載：1,480トン |
| 全長     | 81.2m |
| 全幅     | 11.0m |
| 吃水     | 3.07 |
| 機関     | アドミラリティー式重油専焼水管三胴缶2基 ＋パーソンズ式ギヤードタービン2基2軸推進                                                        |
| 最大出力 | 2,000hp |
| 最大速力 | 16.5ノット |
| 航続距離 | 15ノット/5,500海里 |
| 重油     | 347トン |
| 乗員     | 海軍士官：29名 水兵：375名 パイロット：38名                                                                                             |
| 兵装     | アームストロング 10.2cm（45口径）単装高角砲4基 オチキス 4.7cm（43口径）単装機砲4基 ヴィッカース 4cm（39口径）単装ポンポン砲4基 爆雷15発 |

ヤラ（HMAS Yarra）はオーストラリア海軍のスループ。グリムスビー級。

## 艦歴
1934年5月28日起工。1935年3月28日進水。1936年1月21日就役。

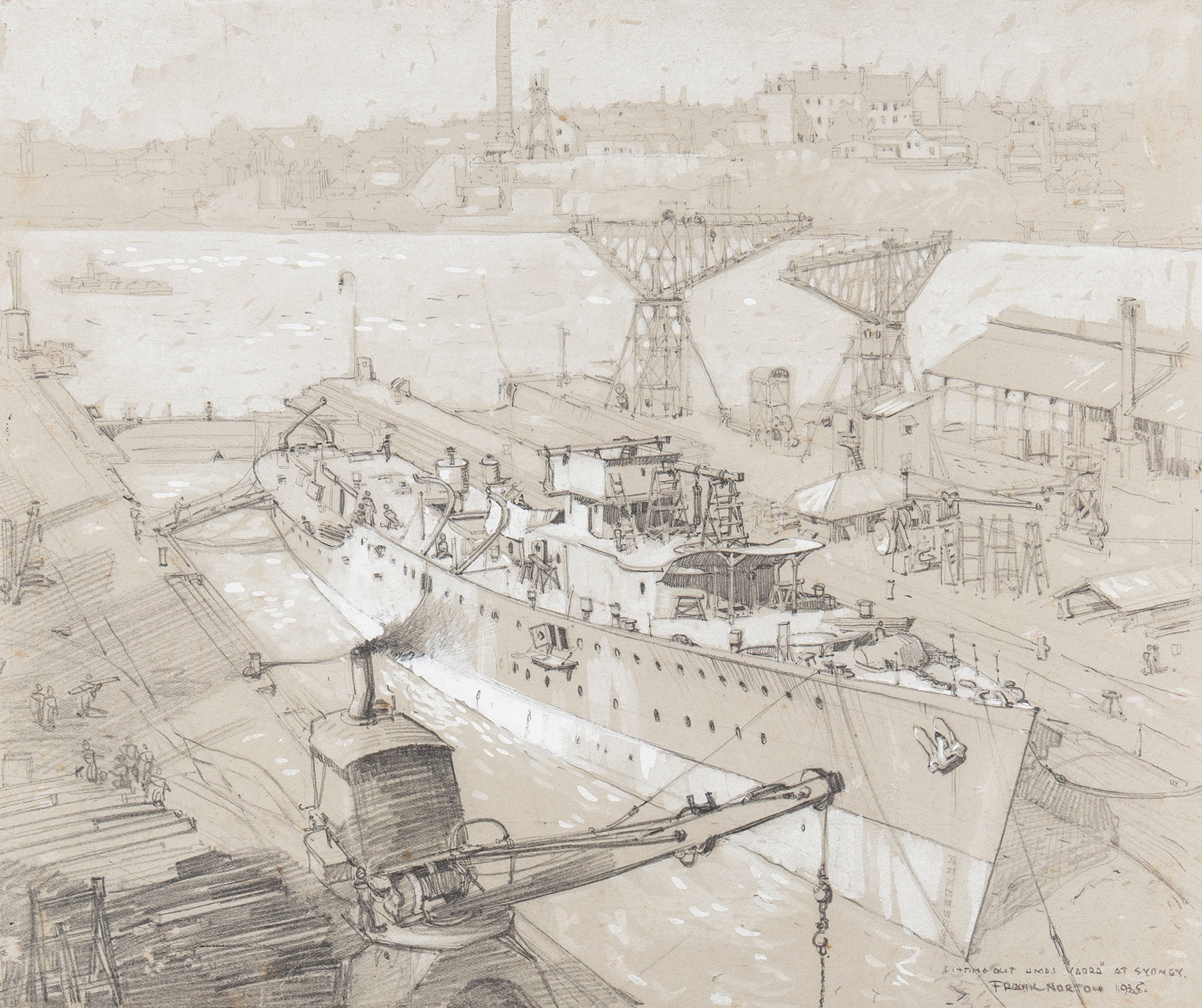
Fitting Out H.M.A.S. Yarra at Sydney (1935) - Frank Norton

1941年12月8日に太平洋戦争が始まると、「ヤラ」は同年12月16日にアレクサンドリアを出て極東へ向かい、コロンボを経由して、1942年1月11日にジャカルタのタンジュン・プリオク港へ進出した。同地で東インド戦隊に配属された「ヤラ」は、船団護衛任務に従事した。1942年2月初めには、シンガポールへ最後の増援部隊を運ぶBM.12船団（輸送船5隻・護衛は軽巡洋艦「ダナエー」以下3隻）を護衛し、目的地到着直前の2月5日に日本軍機の空襲を受けるが損害は極めて軽微で、1機撃墜確実・2機不確実の戦果を報じた。さらに、この空襲で撃沈された客船「エンプレス・オブ・エイジア」の乗船将兵ら1804人を救助した。

### 沈没
1942年2月27日、スループ「ジュムナ」とともに宿泊船「アンキン (HMS Anking)」、タンカー「ウォー・サーダー (War Sirdar)」、「ブリティッシュ・ジャッジ (British Judge)」、「フランコル (Francol)」、掃海艇「Gemas」、「MMS.51」からなる船団を護衛してジャワ島タンジョン・プリオクから出発。途中で「ウォー・サーダー」は座礁し、「ブリティッシュ・ジャッジ」は被雷して脱落したが、3月2日にチラチャップ沖に着いた。だが、そこでチラチャップには入港せず「ジュムナ」はコロンボへ、「ヤラ」は船団とともにフリーマントルへ行くよう命じられた。3月3日、オランダ船「Parigi」の生存者を救助。また同日夜、潜水艦探知の報告により爆雷2発を投下した。
3月4日、「ヤラ」、「アンキン」、「フランコル」、「MMS.51」は日本の重巡洋艦「愛宕」、「高雄」、「摩耶」、駆逐艦「嵐」、「野分」に捕捉攻撃された。「ヤラ」艦長は船団に分散を命じ、敵との間に入って煙幕を張った。だが、「アンキン」、「MMS.51」、「フランコル」と撃沈され、最後に「ヤラ」も沈んだ。「ヤラ」乗員は3月9日にオランダ潜水艦「K11」によって13名が救助されたが、艦長以下138名が死亡した。